# Luizinho (football, 1958)
Pour les articles homonymes, voir Luizinho.
Luiz Carlos Ferreira, surnommé  Luizinho, était un footballeur brésilien né le 22 octobre 1958 à Nova Lima (Brésil). Il a joué au poste de défenseur central avec le Clube Atlético Mineiro et avec l’équipe du Brésil.

## Carrière

### En club
- 1975-1977 : Vila Nova FC ( Brésil)
- 1978-1989 : Clube Atlético Mineiro ( Brésil)
- 1989-1992 : Sporting Portugal ( Portugal)
- 1992-1994 : Cruzeiro EC ( Brésil)
- 1995-1996 : Vila Nova FC ( Brésil)

### En équipe nationale
Luizinho a eu 36 sélections (2 non officielles) avec l’équipe du Brésil.
Il a participé à la coupe du monde de 1982 (cinq matches joués).

## Palmarès
- Champion de l'État du Minas Gerais : 1978, 1979, 1980, 1981, 1982, 1985, 1986, 1989 avec Clube Atlético Mineiro, et en 1994 avec Cruzeiro EC
- Coupe du Brésil en 1993 avec Cruzeiro EC
- Champion de l'État de Goias : 1977 et 1995 avec Vila Nova FC

- « Ballon d'argent brésilien » en 1980 et 1987